# Mobutu Sese Seko
Mobutu Sese Seko Kuku Ngbendu Wa Za Banga, znan kao Mobutu ili Mobutu Sese Seko (14. listopada 1930. – 7. rujna 1997.), bio je okrutni i autoritarni "predsjednik" Zaira (danas Demokratska Republika Kongo). Svoju diktaturu kao predsjednik provodio je 32 godine (1965. – 1997.). 
Rođen je kao Joseph Desire- Mobutu, pripadnik etničke grupe Ngbandi (zbog toga ono Ngbendu). Otac mu je bio kuhar koji je radio za jednog belgijskog kolonijalista, ali umro je kad je Joseph imao samo 8 godina. Majka mu je bila hotelska sobarica, i poslala ga je u razne internate. No, tamo mu se nije svidjela stroga disciplina koju su provodili katolički svećenici. Uhvativši ga jednom s curom na brodu, poslali su ga na sedam godina u vojsku. U snagama Belgijskog Konga, došao je do čina narednika. U vojsci je našao i svoju očinsku figuru. Nakon toga, s 26 godina okreće se pozivu novinarstva. Tako se upoznao s Patriceom Lumumbom, čovjekom koji će voditi zemlju do neovisnosti.
Svoju 1. ženu, Marie Antoinettu, oženio je kad je njoj bilo samo 14 godina. No, nije se crkveno vjenčao, a od naredničke plaće kupio je za vjenčanje samo karton piva, jer ništa drugo nije mogao priuštiti. 
Nakon nezavisnosti, Mobutu je jedno vrijeme mirovao, a onda je prigrabio vlast izvevši vojni udar. Proglasio se predsjednikom na pet godina. Kao predsjednik, Sese Seko je želio diktatorske ovlasti, te se odrekao Lumumbe. Patricea je predao Moisesu Chombeu, njegovom zakletom neprijatelju. Na vlast se popeo s činom general pukovnika, a kasnije se promaknuo u čin feldmaršala, no nije uspio sebe postaviti kao doživotnog predsjednika. 
Vladavinu su mu obilježila represija, mučenja, kleptokracija i nepotizam. Formalno je bio pristaša pokreta nesvrstanih, iako je politiku mijenjao kako mu je odgovaralo. Bio je u dobrim odnosima s Marokom, a u lošim s Libijom i Zambijom. Vladao je zemljom s preko 200 raznih plemena. Kada je prestao ubijati političke protivnike, počeo ih je potkupljivati i obmanjivati. Nisu mu bila strana ni korupcija ni mito. Organizirao je javna pogubljenja (najpoznatiji primjer je Pierre Mulele, ali je u njegovim čistkama pogubljeno mnogo uglednih dužnosnika, čak četvoricu je pogubio pred 50.000 gledatelja). Neki i danas žale za tim vremenima. 
Naredio je da se prestane nositi zapadnjačka odjeća, nego tunika za muškarce, koji su naposljetku nosili samo njegovi pristaše. Narod se trebao odreći kršćanskih imena, i uzeti afrička. Svećenici koji bi krstili zairsku djecu dobili bi 5 godina zatvora. Počeo je provoditi politiku Zairizacije, a protjerao je i veliku većinu stranih ulagača, no kasnije ih je morao vratiti.
Kao i svi diktatori, bio je okrutan. Međusobno je uspio posvađati čak 14 afričkih država. Na svakoj novčanici pojavljivao se njegov lik. Osim toga, večernje vijesti na televiziji su počinjale s njegovim likom koji se spušta kroz lagane oblake. Stvorio je svojevrsni kult ličnosti. Srušen je s vlasti nakon nereagiranja na genocid u Ruandi i davanja otvorene potpore ekstremistima iz plemena Hutu. To je bila kap koja je prelila čašu. Snage iz Ugande, Ruande, Burundija, Tutsiji (istok Zaira) i domaća gerila pod vodstvom lokalnog vojskovođe Laurenta-Désiré Kabile zaposjela je Kinshasu 16. svibnja 1997. On nije mogao braniti grad niti zapovijedati vojskom, jer ga je rak jako oslabio.
Sese Seko je pobjegao u Togo, gdje je jedno vrijeme živio u izbjeglištvu, a onda je otišao u Maroko, gdje je umro od raka prostate, s kojim se borio još od 1962. godine. Na njegovom sprovodu skupilo se najviše 10 ljudi. Njegovu vladavinu uspoređuju s onom zimbabveskog diktatora Roberta Mugabea.
Ženio se dva puta i imao 17-ero djece. Prva žena umrla mu je u 36. godini od srčanog zastoja. Drugi brak ozakonio je i u crkvi,  time donekle demokratiziravši svoj okrutni režim. Sprijateljio se s nekoliko američkih predsjednika, a to su Richard Nixon, Jimmy Carter, Ronald Reagan, i George H.W. Bush.
Svom narodu ukrao je oko 5 miljardi dolara, a imao je i kolekciju automobila Mercedes-Benz, no nije ga bila briga što mu narod gladuje, a ceste su loše.
Njegovo dugo ime znači da je on „Svemoćni ratnik koji će zbog svoje izdržljivosti i nepokolebljive volje za pobjedom ići od osvajanja do osvajanja, ostavljajući za sobom oganj.„